# Sin-Muballit
Sin-Muballit byl pátým babylonským králem 1. dynastie. Vládl přibližně v letech 1813–1793 př. n. l. V době jeho vlády vzrostla moc Larsy, což znamenalo pro Babylón velké nebezpečí. Na trůně jej vystřídal jeho syn Chammurapi, který se s tímto problémem vypořádal.
| Předchůdce: Apil-Sin |  | Králové Babylonu 1813–1793 |  | Nástupce: Chammurapi |